# Piper lepturum
Piper lepturum là một loài thực vật có hoa trong họ Hồ tiêu. Loài này được (Kunth) C. DC. miêu tả khoa học đầu tiên năm 1869.